# Santísima Cruz de Pacairigua

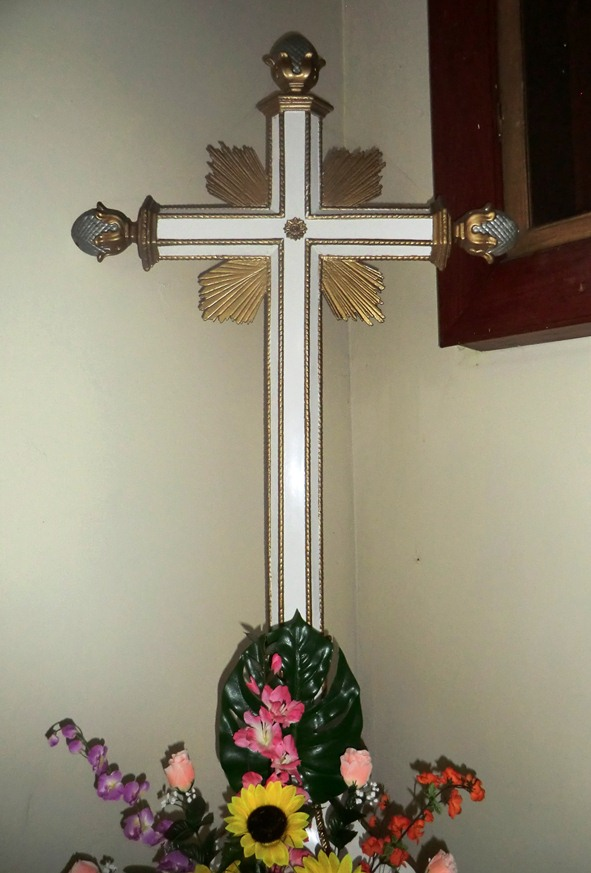
Santísima Cruz de Pacairigua

Imagen religiosa que se guarda en el templo parroquial de la ciudad de Guatire, estado Miranda, Venezuela y que constituye desde principios del siglo XVII la patrona religiosa de esa ciudad. La cruz, elaborada en madera de cedro, cubierta por pintura blanca y bordes dorados, mide dos metros de altura. Es sacada en procesión todos los 3 de mayo de cada año, Día de la Cruz de Mayo en el Santoral católico. Su denominación se debe a que el valle donde se encuentra la ciudad de Guatire lo atraviesa, de norte a sur, el río Pacairigua. En el punto de intersección del palo vertical con el palo horizontal tiene un pequeño nicho donde se guarda una astilla de la Santa Vera Cruz. La devoción a esta imagen está muy arraigada entre los habitantes de Guatire.
- Datos: Q6121636